# 10813 Mästerby
10813 Mästerby là một tiểu hành tinh vành đai chính với chu kỳ quỹ đạo là 2101.7108978 ngày (5.75 năm).
Nó được phát hiện ngày 19 tháng 3 năm 1993.